# Mezoregion Centro-Norte Baiano

Mezoregion Centro-Norte Baiano

Mezoregion Centro-Norte Baiano – mezoregion w brazylijskim stanie Bahia, skupia 80 gmin zgrupowanych w pięciu mikroregionach. Liczy 81.665,5 km² powierzchni.

## Mikroregiony
- Feira de Santana
- Irecê
- Itaberaba
- Jacobina
- Senhor do Bonfim